# 青年のための読書クラブ
『青年のための読書クラブ』（せいねんのためのどくしょクラブ）は、桜庭一樹の連作短編小説作品。
また、漫画化作品が2008年5月8日よりYahoo!コミック内『FlexComixフレア』（ウェブコミック誌）において連載された。作画はタカハシマコ。
2020年にピコハウスのLisBoから桑原由気のナレーションでオーディオブックが配信された。

## 概要
最初の章である「烏丸紅子恋愛事件」が小説新潮2006年10月号に掲載され、終章にあたる「ハビトゥス&プラティーク」が小説新潮2007年5月号に掲載される。その後「聖女マリアナ消失事件」「奇妙な旅人」「一番星」が書き下ろしにより加筆され、2007年6月に新潮社から刊行される（ISBN 978-4-10-304951-7）。2008年大学読書人大賞4位。
この小説は名門女学校を舞台にしており、学園の正史からは削除された珍事件や変わった出来事を、1919年から2019年の100年にかけて、「読書クラブ」によって受け継がれ書かれてきた「秘密のクラブ誌」という体裁が取られている。学園の100年にわたる裏の歴史が描かれる一方で、日本の同時代の社会情勢や歴史も所々で挿入される。読書クラブに集まる少女達は学園における異端で、少女達の一人称が「僕」であるのもひとつの特徴である。

## あらすじ

### 烏丸紅子恋愛事件
1969年。名門女学校「聖マリアナ女学園」に、大阪の下町から烏丸紅子は転入してくる。紅子は容姿こそ美しかったが、庶民の育ちであり学園の少女達とは生まれも育ちも違い、受け入れられなかった。あちこちのクラブでつまはじきにされた紅子は、最後に学園の南、崩れかけた赤煉瓦ビルの3階にある「読書クラブ」にたどり着く。そこは異形の少女達のサロンであった。
部長である妹尾アザミは紅子を受け入れ、ある計画のために紅子を利用する。

### 聖女マリアナ消失事件
1919年。学園の創設者である聖マリアナが、パリから単身来日する。教育と伝道のためマリアナは日本中を東西奔走し、ついに学園創立にこぎつける。マリアナは以後40年にわたり、関東大震災や太平洋戦争の災禍をくぐり抜け、学園を守ってきたが1959年の冬、突如として学園から失踪する。
マリアナには兄の死をめぐり、ある大きな秘密が有った。

### 奇妙な旅人
1989年。世相はバブル景気による好況で、学園にはこれまでの良家の子女とは明らかに違う生徒が増えつつ有った。読書クラブもベビーブームと好景気による入学者数の増加により部員を増やしており、クラブ史上もっとも活気のある時代であった。そんな中、これまで「西の官邸」「貴族院」とよばれ、半ば聖域と化していた生徒会でクーデターが発生し、生徒会はハウスミュージックとともにやってきた扇子を持った娘達により乗っ取られ、六本木化される。
最初は傍観していた読書クラブであったが、やがてこの生徒会内部の抗争に巻き込まれることとなる。

### 一番星
2009年。学園は少子化により生徒数が減少し、系列男子校との合併も噂されていた。読書クラブは相変わらず、崩れかけた赤煉瓦ビルに集まり、静かに読書をしていたが人員は6人となっていた。この年の部員、山口十五夜は鮮やかな赤毛とハーフらしいくっきりとした目鼻立ち、元伯爵家という血筋から本来ならば生徒会で学園の権力をほしいままにできる立場であったが、親友である加藤凛子について読書クラブに加入する。
ある日十五夜は部室の机の引き出しから、古い苺の香水を発見する。その匂いをかいだ次の瞬間、引っ込み思案だった十五夜は、それまでとは全く別人のように変化する。読書クラブを飛び出した十五夜は軽音楽部へ入部。ロックバンドを結成しやがて学園のロックスターとなる。

### ハビトゥス&プラティーク
2019年。更に学園の生徒は減少し、翌年に系列男子校との合併が決定する。読書クラブはとうとう部員がひとりとなり、更に老朽化による取り壊しが決定した赤煉瓦ビルから強制退去させられる。その頃、学園では少女達がシスターに没収された、携帯電話やデジタルオーディオプレーヤーがいつの間にか本人の手元に戻っているという事件が起こる。戻ってきた品々にはブーゲンビリアの花が添えられていたため、怪盗は通称「ブーゲンビリアの君」と呼ばれていた。
最後の読書クラブ部員、五月雨永遠はその事件の評判と「ブーゲンビリアの君」の人気を聞き驚愕する。ブーゲンビリアの君の正体は五月雨永遠本人であった。

## 書誌情報

### 小説
- 桜庭一樹（著）
  - （2007年6月発売、新潮社） ISBN 978-4-10-304951-7
  - （2011年6月26日発売、新潮文庫） ISBN 978-4-10-135681-5
  - （2017年4月28日発売、新潮文庫nex）ISBN 978-4-10-180096-7

### 漫画
- 桜庭一樹（原作）、タカハシマコ（漫画）
  - ソフトバンククリエイティブ
    1. （2009年1月8日発売） ISBN 978-4-7973-5215-3
    2. （2010年9月12日発売） ISBN 978-4-7973-6141-4

  - フレックスコミックス フレア、全3巻
    1. （2012年2月1日発売） ISBN 978-4-593880287
    2. （2012年2月1日発売） ISBN 978-4-593880294
    3. （2014年7月15日発売） ISBN 978-4-593881000

## 作中に引用されている古典作品
各章の冒頭部には古典から引用された一文があり、それが各章におけるひとつのテーマとなっている。
烏丸紅子恋愛事件
『シラノ・ド・ベルジュラック』 - エドモン・ロスタン
聖女マリアナ消失事件
『哲学的福音南瓜書』 - 作者不詳
奇妙な旅人
『マクベス』 - ウィリアム・シェイクスピア
一番星
『緋文字』 - ナサニエル・ホーソーン
ハビトゥス&プラティーク
『紅はこべ』 - バロネス・オルツィ